# ابن حنون الإشبيلي
أبو العباس أحمد بن حنون الإشبيلي، شاعر إشبيلي، له موشحات مشهورة. كان من بيت غني، وتم اتهامه خلال فترة بالتآمر على الدولة الموحدية، ففر منهم، ثم عفي عنه، وكان ذلك في عصر المنصور بن يوسف بن عبد المؤمن..

## وصلات خارجية
- أبى أن يجود بـالـسـلامِ موشحة مقروءة ومسموعة لابن حنون.